# Monnetier-Mornex
Monnetier-Mornex (le -x final ne se prononce pas), est une commune française située dans le département de la Haute-Savoie, en région Auvergne-Rhône-Alpes.

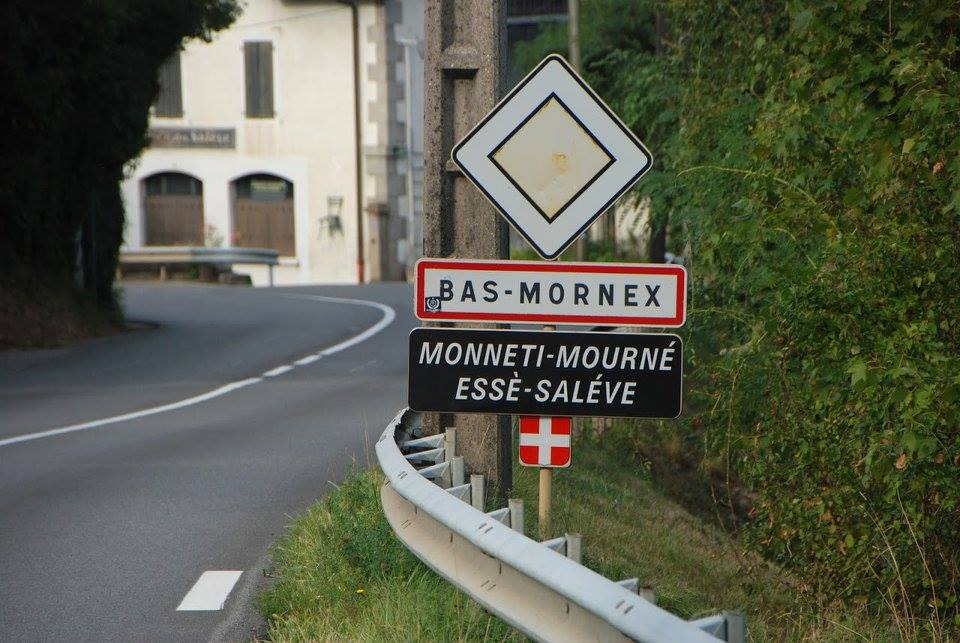
Panneaux d'entrée d'agglomération en français et en arpitan à Bas-Mornex, agrémentés de la croix de Savoie.

## Géographie

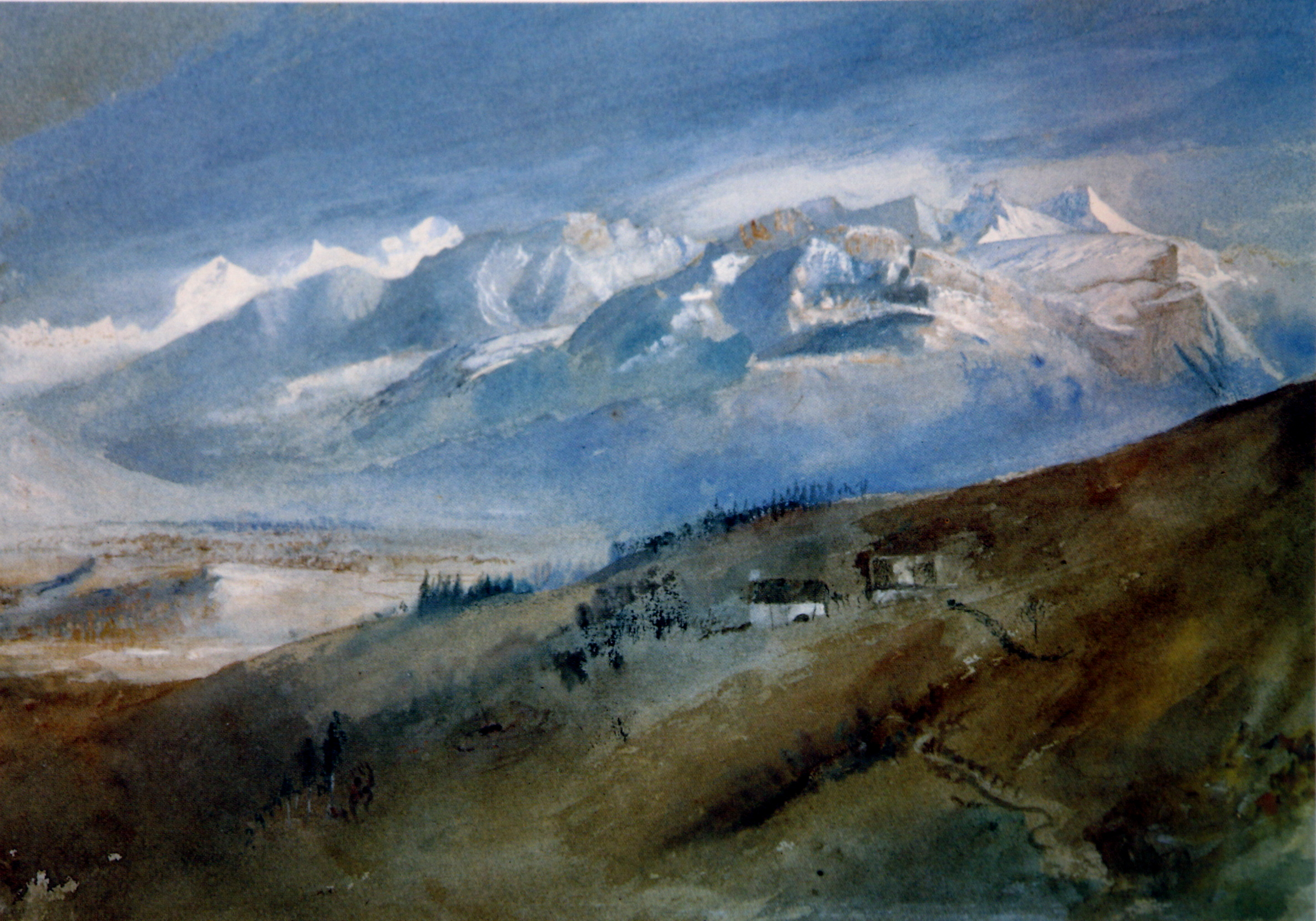
Vue d'une œuvre par John Ruskin (1819-1900) représentant Mornex.

Cette commune toute proche de Genève se trouve répartie en trois villages entre le Salève et le petit Salève (village de Monnetier), sur les flancs sud-est du Salève (village d'Esserts-Salève) et sur le mont Gosse (village de Mornex). Le village de Mornex se prolonge jusqu'en bas du mont Gosse, au bord de l'Arve et à la jonction de son affluent, le Viaison.

## Urbanisme

### Typologie
Au 1er janvier 2024, Monnetier-Mornex est catégorisée commune rurale à habitat dispersé, selon la nouvelle grille communale de densité à sept niveaux définie par l'Insee en 2022.
Elle appartient à l'unité urbaine de Genève (SUI)-Annemasse (partie française), une agglomération internationale regroupant 34  communes, dont elle est une commune de la banlieue,,. Par ailleurs la commune fait partie de l'aire d'attraction de Genève - Annemasse (partie française), dont elle est une commune de la couronne,. Cette aire, qui regroupe 158 communes, est catégorisée dans les aires de 700 000 habitants ou plus (hors Paris),.

### Occupation des sols
L'occupation des sols de la commune, telle qu'elle ressort de la base de données européenne d’occupation biophysique des sols Corine Land Cover (CLC), est marquée par l'importance des forêts et milieux semi-naturels (65,3 % en 2018), en diminution par rapport à 1990 (67,1 %). La répartition détaillée en 2018 est la suivante : 
forêts (61,5 %), zones agricoles hétérogènes (18,3 %), zones urbanisées (14,1 %), milieux à végétation arbustive et/ou herbacée (3,8 %), prairies (2,3 %).
L'IGN met par ailleurs à disposition un outil en ligne permettant de comparer l’évolution dans le temps de l’occupation des sols de la commune (ou de territoires à des échelles différentes). Plusieurs époques sont accessibles sous forme de cartes ou photos aériennes : la carte de Cassini (XVIIIe siècle), la carte d'état-major (1820-1866) et la période actuelle (1950 à aujourd'hui).

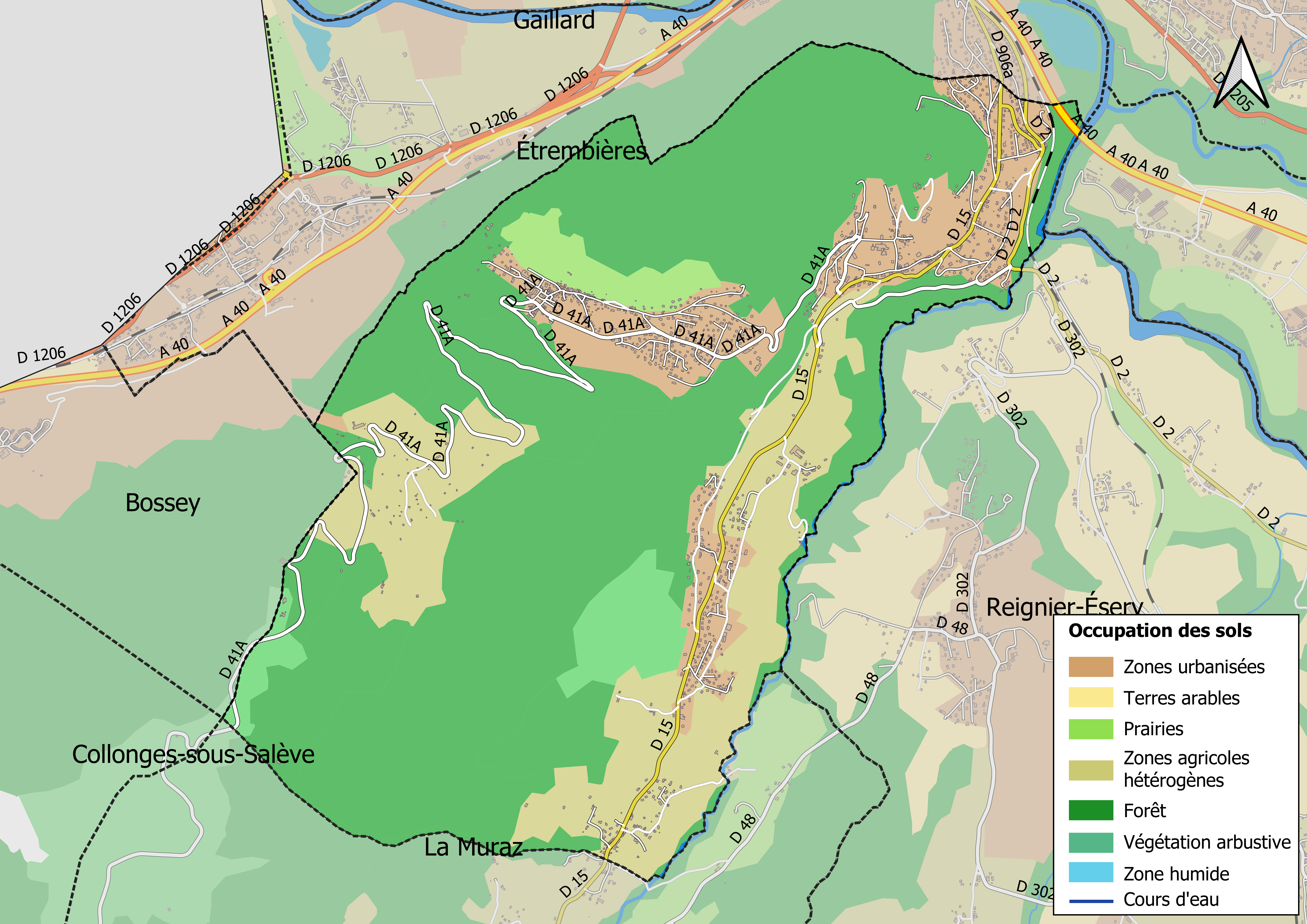
Carte des infrastructures et de l'occupation des sols en 2018 (CLC) de la commune.
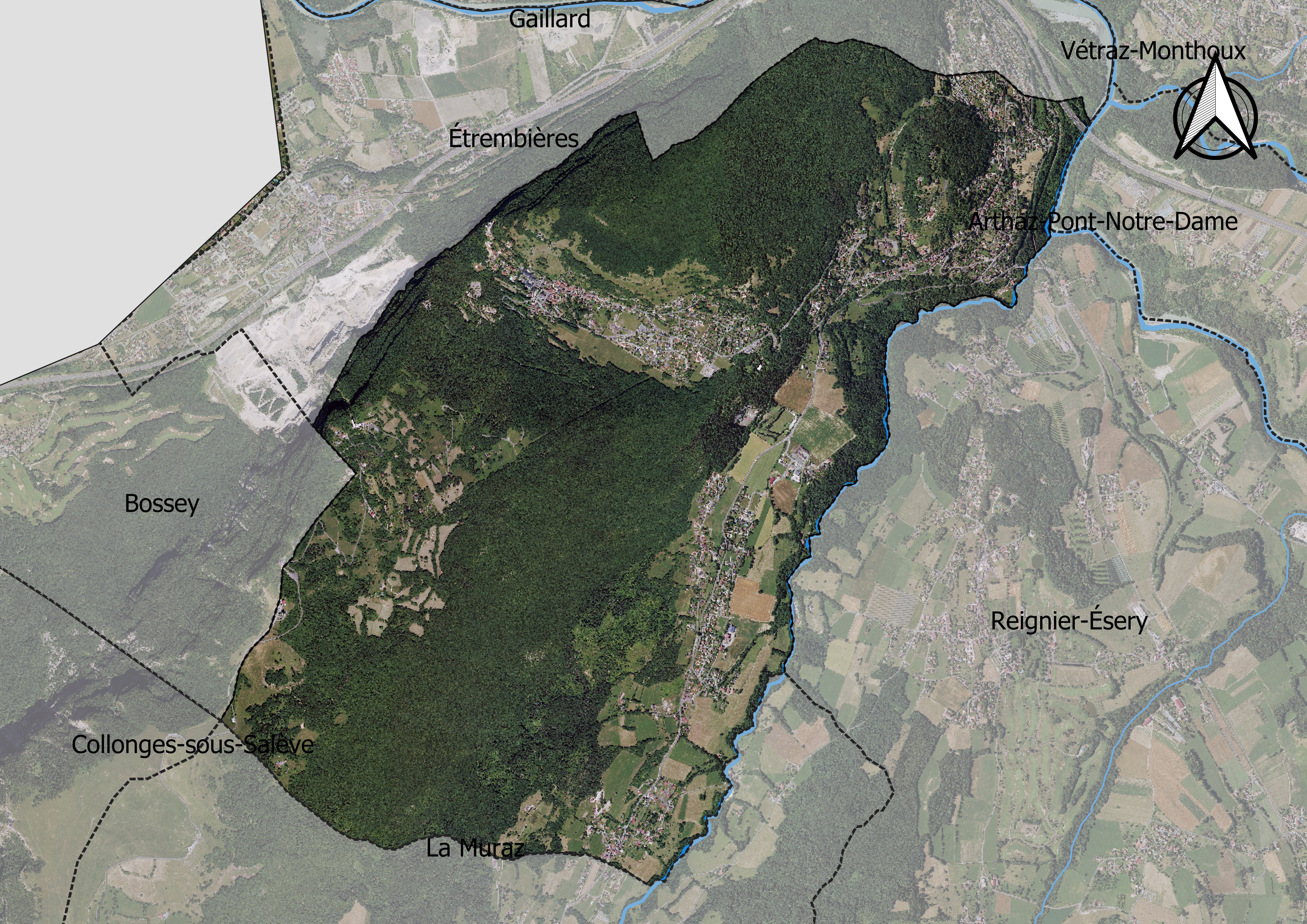
Carte orthophotogrammétrique de la commune.

## Toponymie

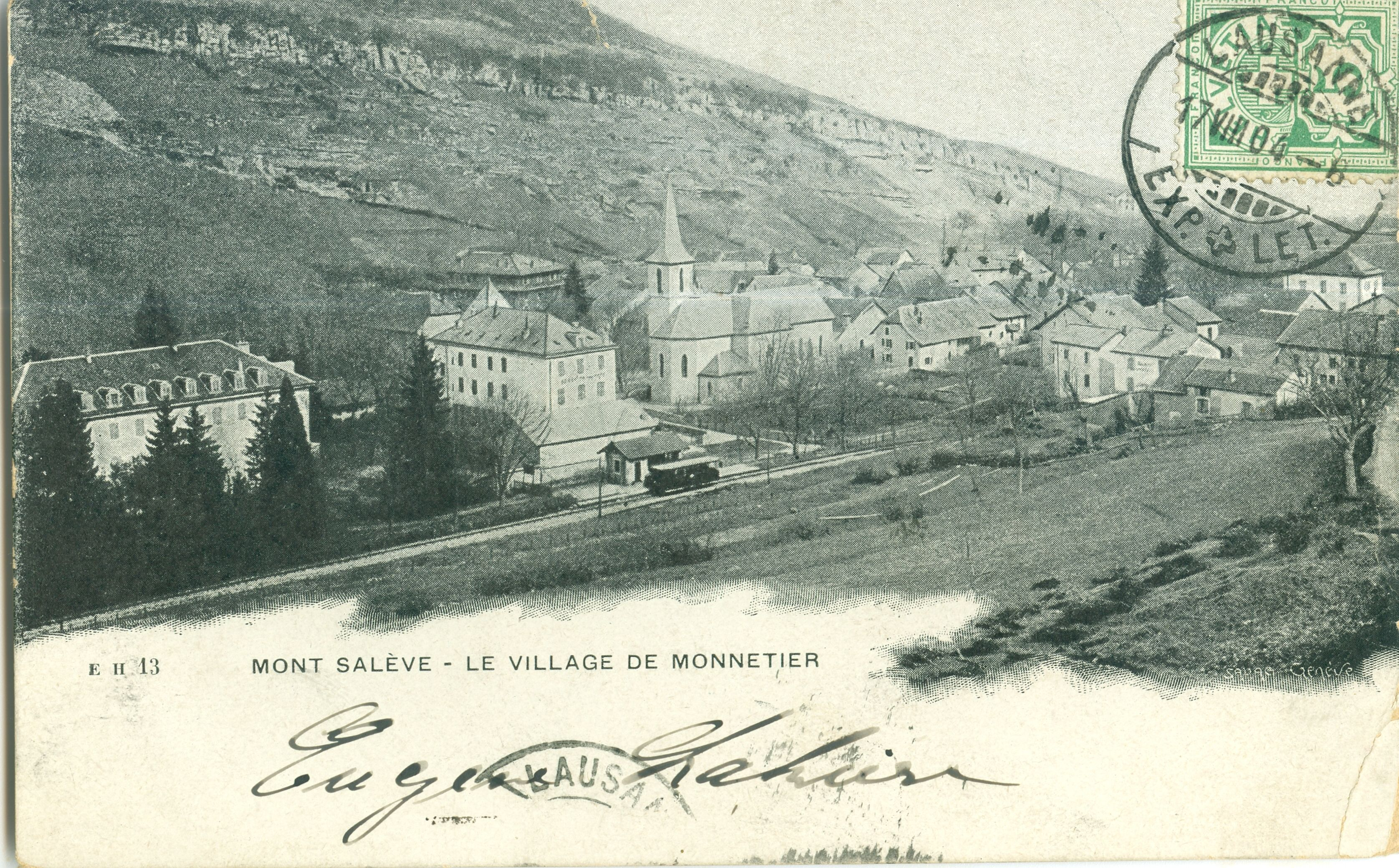
Mont Salève - Village de Monnetier (Haute Savoie, France)

Pour le village de Monnetier, la première forme apparue dans la documentation est ecclesia de Moneste, en 1153. On trouve ensuite les formes Monestier  (1250), Cura de Munitier (vers 1344), puis Monnety (1696).
Le village de Mornex est mentionné pour la première fois au cours du XIIe siècle avec les formes Mornaco, en 1137, et Maorna, en 1153. On trouve, en 1398, Mornay.
Le toponyme provient d'un nom de domaine d'origine gallo-romaine Modernacum, ayant dérivé avec le suffixe -acum, du cognomen Modernus signifiant « moderne ».
Le -ex de Mornex se prononce Morné en français. Le x final signifie l'accentuation sur la dernière syllabe .
En francoprovençal, le nom de la commune s'écrit Morné, selon la graphie de Conflans.
Essert-Salève

## Histoire

### Préhistoire et époque gallo-romaine
Le site de Monnetier-Mornex a été peuplé par les Allobroges vers 300 av. J.-C., dont on retrouve les traces sur le site archéologique nommé « Camp des Allobroges » sur le Petit Salève.

### Époque contemporaine
Aux termes du traité de Turin de 1816, Monnetier-Mornex est incorporée à la « zone sarde », zone de libre-échange avec la Suisse qui deviendra après 1860 et le rattachement de la Savoie à la France la zone franche de la Haute-Savoie toujours en vigueur aujourd'hui.
Lors des débats sur l'annexion du duché de Savoie de 1860, la population est sensible à l'idée d'une union de la partie nord du duché à la Suisse. Une pétition circule dans cette partie du pays (Chablais, Faucigny, Nord du Genevois) et réunit plus de 13 600 signatures, dont 195 pour la commune,. Le duché est réuni à la suite d'un plébiscite organisé les 22 et 23 avril 1860 où 99,8 % des Savoyards répondent « oui » à la question « La Savoie veut-elle être réunie à la France ? ».
Le 14 décembre 1973, par arrêté préfectoral, le village d'Esserts-Salève est rattaché administrativement à la commune de Monnetier-Mornex.

## Politique et administration
| Période                                  | Période                       | Identité            | Étiquette | Qualité                                                 |
| ---------------------------------------- | ----------------------------- | ------------------- | --------- | ------------------------------------------------------- |
| mars 1965                                | mars 1977                     | Émile Balthassat    | ...       | ...                                                     |
| mars 1977                                | mars 1983                     | Joseph Cervo        | ...       | ...                                                     |
| mars 1983                                | mars 2001                     | André Charpin       | ...       | Botaniste                                               |
| mars 2001                                | mars 2008                     | André Vuachet       | DVD       |                                                         |
| mars 2008                                | mai 2020                      | Philippe Maume      | DVG       | Cadre supérieur                                         |
| mai 2020                                 | octobre 2021 (démission)      | Raphaël Cesana      | SE        | Ouvrier agricole                                        |
| octobre 2021                             | En cours (au 16 octobre 2021) | Ludovic Wiszniewski | SE        | Docteur en biologie et entrepreneur, ancien 1er adjoint |
| Les données manquantes sont à compléter. |                               |                     |           |                                                         |

## Population et société
Ses habitants sont appelés les Monnerantes et les Monnerants.

### Démographie
L'évolution du nombre d'habitants est connue à travers les recensements de la population effectués dans la commune depuis 1793. Pour les communes de moins de 10 000 habitants, une enquête de recensement portant sur toute la population est réalisée tous les cinq ans, les populations de référence des années intermédiaires étant quant à elles estimées par interpolation ou extrapolation. Pour la commune, le premier recensement exhaustif entrant dans le cadre du nouveau dispositif a été réalisé en 2005.

En 2022, la commune comptait 2 333 habitants, en évolution de +0,95 % par rapport à 2016 (Haute-Savoie : +6,01 %, France hors Mayotte : +2,11 %).
| 1793 | 1800 | 1806 | 1822 | 1838 | 1848 | 1858 | 1861 | 1866 |
| ---- | ---- | ---- | ---- | ---- | ---- | ---- | ---- | ---- |
| 419  | 425  | 434  | 430  | 630  | 699  | 718  | 770  | 749  |

| 1872 | 1876 | 1881 | 1886 | 1891  | 1896 | 1901 | 1906 | 1911 |
| ---- | ---- | ---- | ---- | ----- | ---- | ---- | ---- | ---- |
| 765  | 900  | 830  | 881  | 1 005 | 822  | 811  | 737  | 703  |

| 1921 | 1926 | 1931 | 1936 | 1946  | 1954  | 1962 | 1968 | 1975  |
| ---- | ---- | ---- | ---- | ----- | ----- | ---- | ---- | ----- |
| 647  | 770  | 792  | 867  | 1 002 | 1 315 | 902  | 809  | 1 429 |

| 1982  | 1990  | 1999  | 2005  | 2006  | 2010  | 2015  | 2020  | 2022  |
| ----- | ----- | ----- | ----- | ----- | ----- | ----- | ----- | ----- |
| 1 530 | 1 794 | 1 792 | 1 953 | 2 006 | 2 229 | 2 310 | 2 332 | 2 333 |

### Sports et équipements sportifs

#### Escalade
Monnetier-Mornex possède plusieurs sites d'escalade équipés, dont notamment :
- la barre de Monnetier : située sur le Petit Salève ;
- Le Canapé : situé sur le Grand Salève.

#### Parapente
Plusieurs départs de parapente sont situés sur la commune, sur le Salève.

#### Football
Le village de Monnetier est équipé d'un stade et d'un club de football, le FC des Salèves.

#### Tennis
Un tennis municipal géré par une association et composé de 2 courts en enrobé ainsi que de 2 murs est situé à Mornex.

#### Golf
Un practice de golf municipal se situe à Mornex. Il dispose en outre d'un petit parcours 6 trous.

#### Divers
- VTT.
- Randonnée pédestre.
- Parc de loisirs Filenvol.

### Médias
- Télévision locale : 8 Mont-Blanc.

## Culture locale et patrimoine

### Lieux et monuments
- Le camp des Allobroges, sur le Petit-Salève.

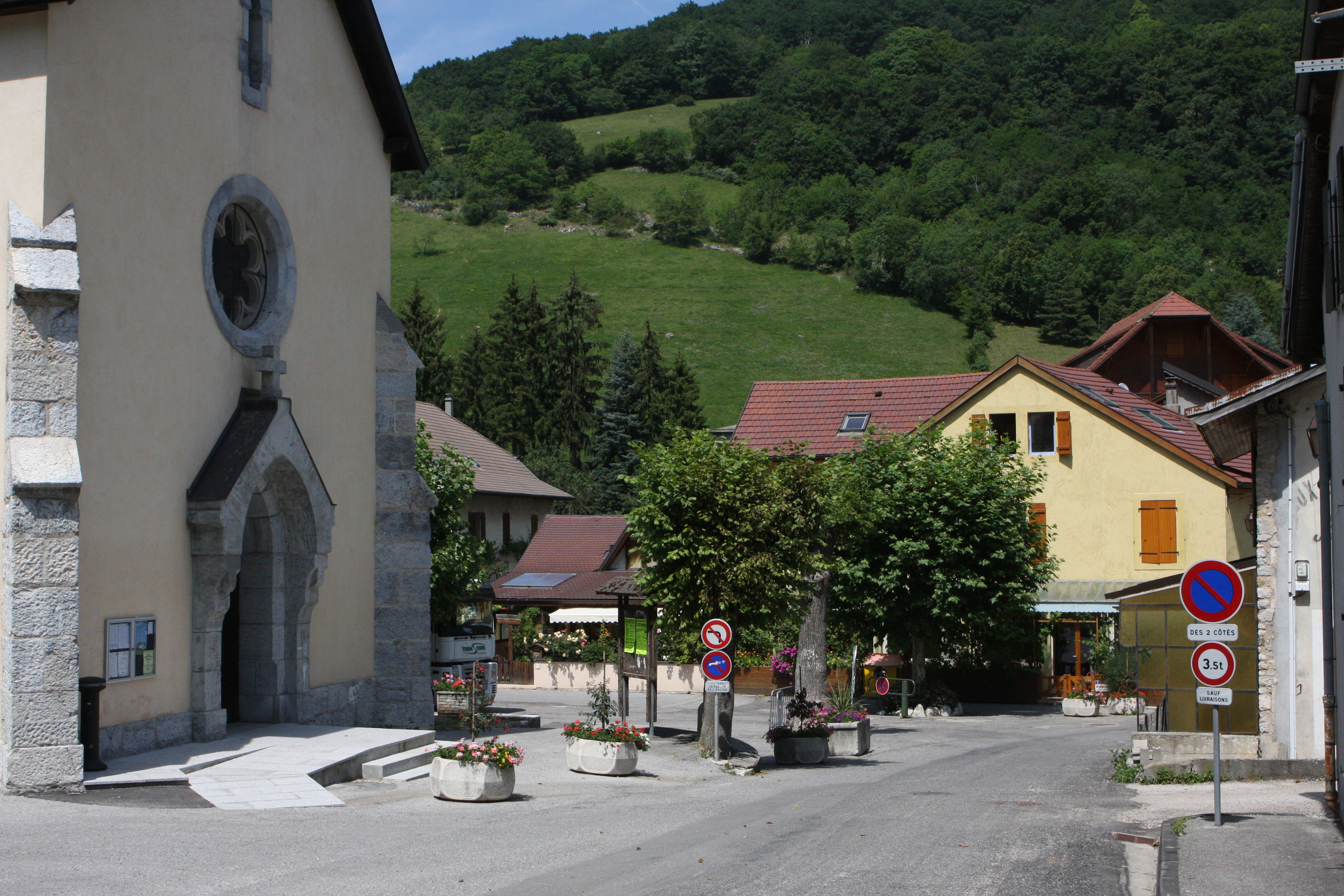
Place de l'église Saint-Pierre-aux-Liens.

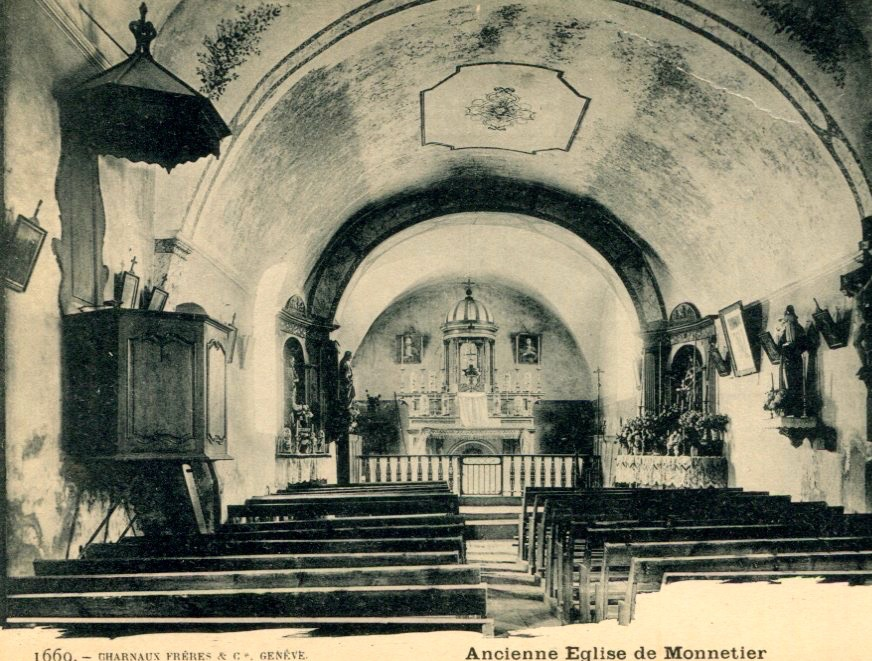
L'église de Monnetier, intérieur vers 1905

- Église dédiée à saint Pierre-aux-Liens, sur le village de Monnetier, datant du XIIe siècle. dans un style néo-gothique, inaugurée en 1902[28],[29].
- Chapelle dédiée à saint Georges, sur le village de Mornex, datant du XIIe siècle. L'église n'obtient jamais le statut de paroisse est resta une filiale de Monnetier.
- Église Saint-André d'Esserts, édifiée en 1584 selon la mention sur le porche (mais s'agissant peut être d'un réemploi)[30].
- Le château de Mornex (1289)[31], siège d'une châtellenie entre les XIVe et XVIe siècles.
- Le château de Monnetier.
- Les Treize Arbres, au Salève.
- Le Clos Wagner, à Mornex, où ont séjourné Richard Wagner et John Ruskin.
- L'arrivée du téléphérique du Salève se trouve à Monnetier, sur les flancs du Salève.
- Shedrub Choekhor Ling, un centre du bouddhisme tibétain situé au Salève.

#### Lechâteau de l'Ermitage
Situé à flanc de falaise, il domine la plaine du Genevois. Initialement édifié comme forteresse au début du XVIe siècle par François-Prosper de Genève-Lullin, qualifié de « un chasteau aussi appelé son hermitage ». Le 31 août 1589, il est pris, incendié et démoli par la troupe genevoise du capitaine Guinet. Laissé en ruines pendant trois siècles, il est utilisé par les villageois de Monnetier comme réserve de pierre à construire. À partir de 1855, à l'emplacement des ruines et du donjon, est construit un manoir utilisé comme hôtel-pension, demeurant dans la même famille jusque dans les années 1990. Racheté, il a été récemment luxueusement rénové,.

#### Le sentier du Pas de l'Échelle
C'est un sentier historique, d'une longueur de 15 km, existant depuis au moins le XIVe siècle (cité en 1320), nommé alors "scalam de Munetier". Il monte au Salève (la montagne aux Genevois) depuis 430 mètres à Étrembières jusqu'à 1 244 mètres en passant par Monnetier-Mornex à 750 mètres. Dans ses parties les plus raides, les marches sont directement taillées dans la roche. C'est par ce sentier que les paysans du Salève allaient vendre leurs produits sur les marchés de Genève. De nombreux écrivains et scientifiques l'ont emprunté. Alphonse Lamartine y est passé vers 1820 et le cite dans ses souvenirs.

### Personnalités liées à la commune

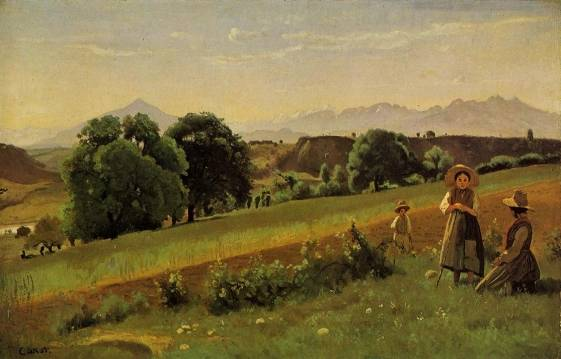
Vue de Mornex, par Jean-Baptiste Camille Corot.

- Le pharmacien Henri-Albert Gosse (1753-1816), fondateur de la Société de Physique et d’Histoire Naturelle de Genève (SPHN) en 1790 et collaborateur de Johann Jacob Schweppe avec qui il a inventé le premier système artificiel à gazéifier l'eau, avant que ce dernier ne fonde la « Cadbury and Schweppes Ltd », société qui produit encore aujourd’hui la célèbre boisson pétillante, et qui a permis la naissance de tous les sodas et autres soft drinks, vivait à Mornex et a donné son nom au Mont Gosse.
- François Perravex (vers 1780-1852), natif d'Arbusigny, syndic de Mornex et député du royaume de Sardaigne[35]
- John-Étienne Chaponnière, sculpteur genevois actif à Paris, a séjourné à Mornex du mois de mai au mois de juillet 1833 pour recouvrer sa santé. De nouveau à Mornex en avril 1834, il achève deux statuettes : Giotto et sa chèvre et Jeune pêcheur napolitain. Sa maladie s'aggravant, il revient, une nouvelle fois Mornex, en mai 1835 et, y meurt le 19 juin 1835[36].
- En 1854, le professeur et philosophe genevois Ernest Naville (1816-1909) fait construire la ferme et résidence de Grange Gaby, où il recevra des visiteurs prestigieux.
- Le compositeur allemand Richard Wagner a séjourné en 1856 à Mornex où il aurait composé une partie de son célèbre opéra La Walkyrie.
- L'écrivain anglais John Ruskin a séjourné en 1863 en tant que curiste à Mornex.
- Le peintre impressionniste Jean-Baptiste Camille Corot a séjourné à Mornex où il a peint un tableau « Vue de Mornex ».
- Le jeune chanteur décalé Toufo est originaire de ce petit village.
- Le groupe Fluxious de Jazz/Metal est basé Mornex.

### Héraldique
| Blason de Monnetier-Mornex | Blason  | Tranché d'or à un soleil au naturel, et de sinople à trois sapins au naturel rangés en bande, celui du milieu plus grand que les autres ; à la rivière d'azur ondée d'argent posée en bande et brochant sur la partition, chargée de trois cristaux de neige du même ; au franc-canton de Savoie.          |
| Blason de Monnetier-Mornex | Détails | Le statut officiel du blason reste à déterminer. |
| Blason de Monnetier-Mornex | Alias   | Tranché d'or à un soleil au naturel, et de sinople à trois sapins d'argent rangés en bande, celui du milieu plus grand que les autres ; une rivière d'argent ondée d'azur posée en bande et brochant sur la partition, chargée de trois cristaux de neige du même ; au franc-canton de Savoie. (Variante). |

Au XVIIe siècle, les armes du mandement de Mornex se blasonnaient ainsi : croix de saint André d’or en champ d’azur ou d'azur au sautoir d'or.